# كابازيتاكسيل
كابازيتاكسيل (Cabazitaxel)، الذي يباع تحت الإسم التجاري جيفتانا (Jevtana)، هو دواء يستخدم لعلاج سرطان البروستاتا.  على وجه التحديد لعلاج سرطان البروستاتا النقيلي المقاوم للإخصاء و الذي فُشِلَ في علاجه بطرق أخرى.  و يعطي عن طريق الحقن في الوريد. 
تشمل الآثار الجانبية الشائعة لهذا العقار على:انخفاض عدد خلايا الدم الحمراء و انخفاض عدد خلايا الدم البيضاء و انخفاض الصفائح الدموية و الإسهال.  إضافة إلى ذلك، فقد تشمل الآثار الجانبية الأخرى الحساسية و مشاكل الكلى.  إنه عبارة عن مادة تاكسينية تتداخل مع الأنابيب الدقيقة . 
تمت الموافقة على كابازيتاكسيل للاستخدام طبيًا في الولايات المتحدة في عام 2010 و بعدها مباشرةفي أوروبا في عام 2011.   في المملكة المتحدة، تكلف 60 مجم هيئة الخدمات الصحية الوطنية حوالي 3700 جنيه إسترليني اعتبارًا من عام 2021.  و يكلف هذا المقدار في الولايات المتحدة حوالي 12700 دولار أمريكي. 